# ایزومی یوکوکاوا
ایزومی یوکوکاوا (انگلیسی: Izumi Yokokawa؛ زادهٔ ۲۵ فوریهٔ ۱۹۶۳) بازیکن فوتبال اهل ژاپن است.
از باشگاه‌هایی که در آن بازی کرده‌است می‌توان به باشگاه فوتبال یوکوهاما مارینوس اشاره کرد.